# Alipore
Alipore est un quartier aisé de la banlieue sud de Calcutta, dans l’État du Bengale-Occidental (Inde). Plusieurs importantes institutions et établissements, telle la Bibliothèque nationale d'Inde, le jardin zoologique et d'autres, y sont installés. Par une bizarrerie administrative, Alipore, bien que faisant partie de la ville de Calcutta, est également le chef-lieu du district des 24-Parganas (Sud).

## Démographie
En 2001, la population d'Alipore était de 80 692 habitants.

## Source
- (en) Cet article est partiellement ou en totalité issu de l’article de Wikipédia en anglais intitulé « Alipore » (voir la liste des auteurs).